# Prince of Persia: The Fallen King
Prince of Persia: The Fallen King est un jeu vidéo de plates-formes et d'action développé et édité par Ubisoft, sorti en 2008 sur Nintendo DS. Il s'agit d'un spin-off de Prince of Persia, premier épisode du nouveau cycle de la série.

## Accueil
- Jeuxvideo.com : 10/20[4]